# Animal fossile

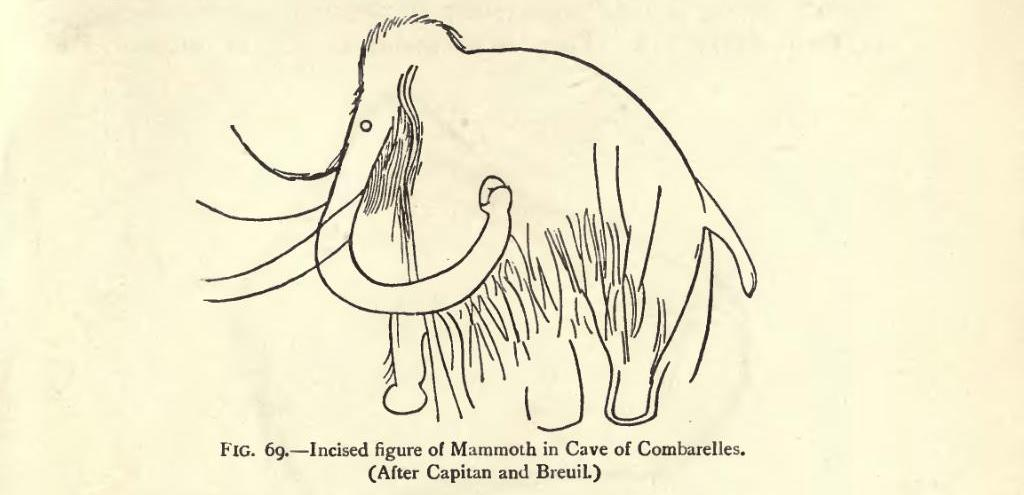
Représentation pariétale d'un mammouth dans la grotte des Combarelles, par des hommes du Paléolithique supérieur

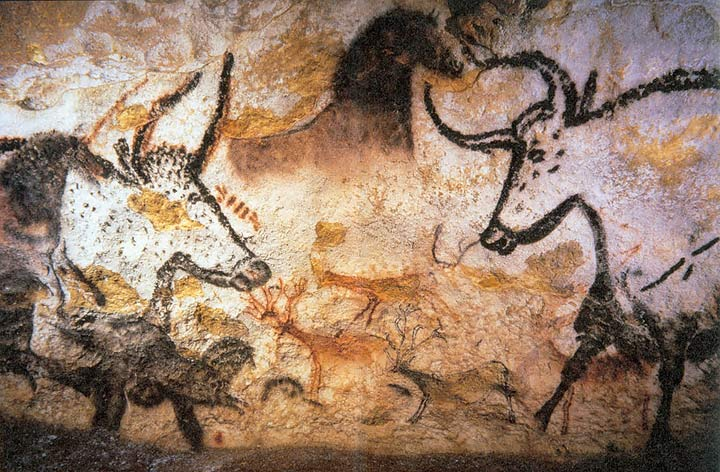
Aurochs et chevaux représentés dans la grotte de Lascaux

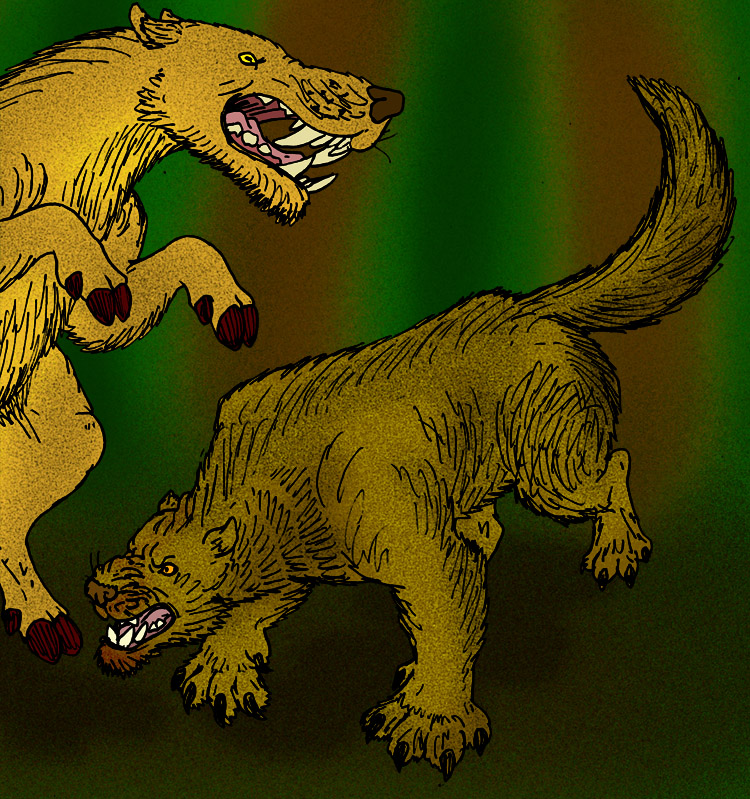
Sarkastodon mongoliensis se confrontant à Andrewsarchus mongoliensis, scène qui aurait pu se jouer en Mongolie, durant l'Éocène

Un animal fossile est une espèce animale qui s'est éteinte avant notre ère. Si l'animal a côtoyé une espèce humaine au cours du Quaternaire, on peut aussi parler en ce cas d'animal préhistorique. Les animaux éteints au cours de notre ère ne sont pas dits fossiles mais disparus.

## Chronologie
Les premières traces fossiles attribuables à des animaux datent du Néoprotérozoïque, avec la faune de l'Édiacarien. La qualification du groupe fossile de Franceville, daté de 2,1 milliards d'années, reste débattue. Les vestiges fossiles d'animaux se multiplient au Cambrien, qui inaugure le Paléozoïque il y a 542 millions d'années.

## Listes d'articles

### Par taxon
- Liste de genres d'ammonites
- Liste des genres d'ichthyosaures
- Liste des genres de synapsides non mammaliens
- Liste d'espèces et de genres de cétacés éteints
- Dinosaures
  - Liste de clades de dinosaures non aviens
  - Liste des genres de dinosaures non aviens
  - Liste de dinosaures ichnogenres

### Par période géologique
- Liste des animaux du Paléozoïque
- Liste des genres d'animaux du Mésozoïque
- Liste des animaux du Cénozoïque
- Liste des animaux du Miocène